# Municipalità locale di Indaka
La municipalità locale di Indaka (in inglese Indaka Local Municipality) è stata una municipalità locale del Sudafrica appartenente alla municipalità distrettuale di Uthukela, nella provincia di KwaZulu-Natal. In base al censimento del 2001 la sua popolazione era di 113.647 abitanti.
È stata soppressa nel 2016, quando si è fusa con la municipalità locale di Emnambithi/Ladysmith per costituire la municipalità locale di Alfred Duma.
Il suo territorio si estendeva su una superficie di 991 km² ed era suddiviso in 10 circoscrizioni elettorali (wards). Il suo codice di distretto era KZN233.

## Geografia fisica

### Confini
La municipalità locale di Indaka confinava a nord e a ovest con quella di Emnambithi/Ladysmith, a nord con quella di Endumeni (Umzinyathi), a est con quella di Msinga (Umzinyathi) e a sud con quella di Umtshezi.

### Città e comuni
- Ekuvukeni
- Etholeni
- Kliprivier
- Mabaso
- Mbhense
- Mchunu
- Mthembu
- Nxumalo
- Rockcliff
- Sams Hoek
- Sgweje
- Sithole
- Tutela Estates
- Wesselsnek

### Fiumi
- Bloukrans
- Isikhehlenga
- Klip
- Nhlanyanga
- Toleni
- Tugela
- Wasbank